# Phreatoicopsis raffae
Phreatoicopsis raffae is een pissebed uit de familie Phreatoicopsidae. De wetenschappelijke naam van de soort is voor het eerst geldig gepubliceerd in 2002 door Wilson & Keable.